# ماقالی اتسری
ماقالی اتسری (به لاتین: Maghali Etseri) یک منطقهٔ مسکونی در گرجستان است که در شهرداری ازورگتی واقع شده‌است. ماقالی اتسری ۱۲۹ نفر جمعیت دارد و ۲۰۰ متر بالاتر از سطح دریا واقع شده‌است.